# Patch Alber
Patrick Joseph „Patch“ Alber (* 11. März 1989 in Clifton Park, New York) ist ein US-amerikanisch-deutscher Eishockeyspieler, der zuletzt bis April 2023 bei den Fischtown Pinguins Bremerhaven aus der Deutschen Eishockey Liga (DEL) unter Vertrag gestanden und dort auf der Position des Verteidigers gespielt hat. Zuvor absolvierte Alber unter anderem über 350 Spiele in der ECHL.

## Karriere
Alber begann seine Laufbahn bei seinem High-School-Team der Shenendehowa High School, für die er zwei Jahre spielte, ehe er zur Northwood School wechselte, für die er ebenfalls zwei Spielzeiten auflief. Den jungen Alber verschlug es 2007 nach Boston, wo er für das Jugendteam der Boston Bruins spielte, die Boston Junior Bruins. Im Jahre 2009 fing er an am Boston College zu studieren und spielte dort in der National Collegiate Athletic Association (NCAA) für das College-Team. Mit der Mannschaft sicherte er sich zweimal die nationale Meisterschaft.
Nach seinem Studium startete der Verteidiger seine Profikarriere in der ECHL, in der er zwischen 2013 und 2018 für vier verschiedenen Franchises spielte. Zunächst ging der Abwehrspieler in der Spielzeit 2013/14 für die Elmira Jackals aufs Eis. Kurz nach dem Beginn der folgenden Saison wurde Alber zu den Missouri Mavericks transferiert. Ähnlich erging es ihm kurz nach dem Start des Spieljahres 2015/16, als er von den Mavericks zu den Adirondack Thunder geschickt wurde. Dort beendete er die Saison und kehrte anschließend als Free Agent zu seinem vorherigen Arbeitgeber zurück, der mittlerweile umgesiedelt worden war und unter dem Namen Kansas City Mavericks am Spielbetrieb teilnahm.
Zur Saison 2018/19 wechselte der US-Amerikaner nach Deutschland zu den Eispiraten Crimmitschau in die DEL2, für die er allerdings nur 19 Spiele absolvierte, ehe er an den Kooperationspartner nach Bremerhaven verliehen wurde. Ab der Saison 2019/20 stand Alber schließlich fest bei den Fischtown Pinguins Bremerhaven in der Deutschen Eishockey Liga (DEL) unter Vertrag. Dort war der Deutsch-Amerikaner die folgenden vier Jahre aktiv, ehe sein Vertrag nach der Saison 2022/23 nicht verlängert wurde und Alber den Klub nach insgesamt fünf Spielzeiten verließ.

## Erfolge und Auszeichnungen
| - 2010 Lamoriello-Trophy-Gewinn mit dem Boston College - 2010 NCAA-Division-I-Championship mit dem Boston College - 2011 Lamoriello-Trophy-Gewinn mit dem Boston College | - 2012 Lamoriello-Trophy-Gewinn mit dem Boston College - 2012 NCAA-Division-I-Championship mit dem Boston College - 2017 Teilnahme am ECHL All-Star Game |

## Karrierestatistik
Stand: Ende der Saison 2022/23
(Legende zur Spielerstatistik: Sp oder GP = absolvierte Spiele; T oder G = erzielte Tore; V oder A = erzielte Assists; Pkt oder Pts = erzielte Scorerpunkte; SM oder PIM = erhaltene Strafminuten; +/− = Plus/Minus-Bilanz; PP = erzielte Überzahltore; SH = erzielte Unterzahltore; GW = erzielte Siegtore; 1 Play-downs/Relegation; Kursiv: Statistik nicht vollständig)